# Ska Voovee
Ska Voovee – siódmy album studyjny The Skatalites, jamajskiej grupy muzycznej wykonującej ska. 
Płyta została wydana w roku 1993 przez amerykańską wytwórnię Shanachie Records. Produkcją nagrań zajął się Randall Grass.

## Lista utworów
1. "Police Woman"
2. "Skafrica"
3. "Skandy"
4. "The Don (Part 1)"
5. "The Don (Part 2)"
6. "Skapan"
7. "Ska Boss"
8. "Oriental Ska"
9. "Skamaica"
10. "Skalifornia"
11. "Skanhattan"
12. "Skavoovee"

## Muzycy

### The Skatalites
- Tommy McCook - saksofon tenorowy
- Lester "Ska" Sterling - saksofon altowy
- Lloyd Brevett - kontrabas
- Lloyd Knibb - perkusja
- Clark Gayton - puzon
- Nathan Breedlove - trąbka
- Devon James - gitara
- Cary Brown - keyboard

### Gościnnie
- Luis Bonilla - puzon
- Ron Wilson - puzon
- Steve Turre - puzon
- Frank Gordon - trąbka